# 中矶皇女
中磯皇女（なかしのひめみこ，生卒年不詳），又記作中蒂姬命或長田大娘皇女，為履中天皇與草香幡梭皇女所生之皇女。先嫁给大草香皇子（仁德天皇皇子）且生下眉輪王，丈夫死後嫁给安康天皇並立后。
古事記中、與安康天皇同母姐、長田大郞女（名形大娘皇女）同名。
| 前任： 忍坂大中姬 | 日本皇后 457年—479年 | 繼任： 草香幡梭姬皇女 |